# Joseph Sadi-Lecointe
Pour les articles homonymes, voir Lecointe.
Joseph Sadi-Lecointe, né le 11 juillet 1891 à Saint-Germain-sur-Bresle (Somme) et mort le 15 juillet 1944 à Paris, est un aviateur français qui a établi plusieurs records du monde d'altitude et de vitesse et un Résistant.

## Biographie
Il est né le 11 juillet 1891 à Saint-Germain-sur-Bresle.

### Les débuts d'un pilote
Couvreur-zingueur de formation, il se fait engager comme mécanicien-soudeur dans une usine d'aviation de la région parisienne qui a entrepris la construction d'un petit appareil baptisé « Zénith ». Sadi-Lecointe, alors qu'il n'a jamais pris la moindre leçon de pilotage, se propose d'essayer l'appareil, le 30 janvier 1910 au terrain d’Issy-les-Moulineaux. Il obtient le brevet de pilote civil no 431, le 11 février 1911. Il travaille ensuite chez le motoriste Anzani. Sadi-Lecointe effectue ensuite de nombreuses démonstrations en vol dans les principales villes de France à bord d'un Blériot XI. En octobre 1912, il devient sapeur au 1er Régiment du Génie de Versailles, puis est muté à l’Escadrille BL 3 en tant que mécanicien. Il est breveté pilote militaire (no 375) le 20 septembre 1913.

### Pilote de guerre et instructeur

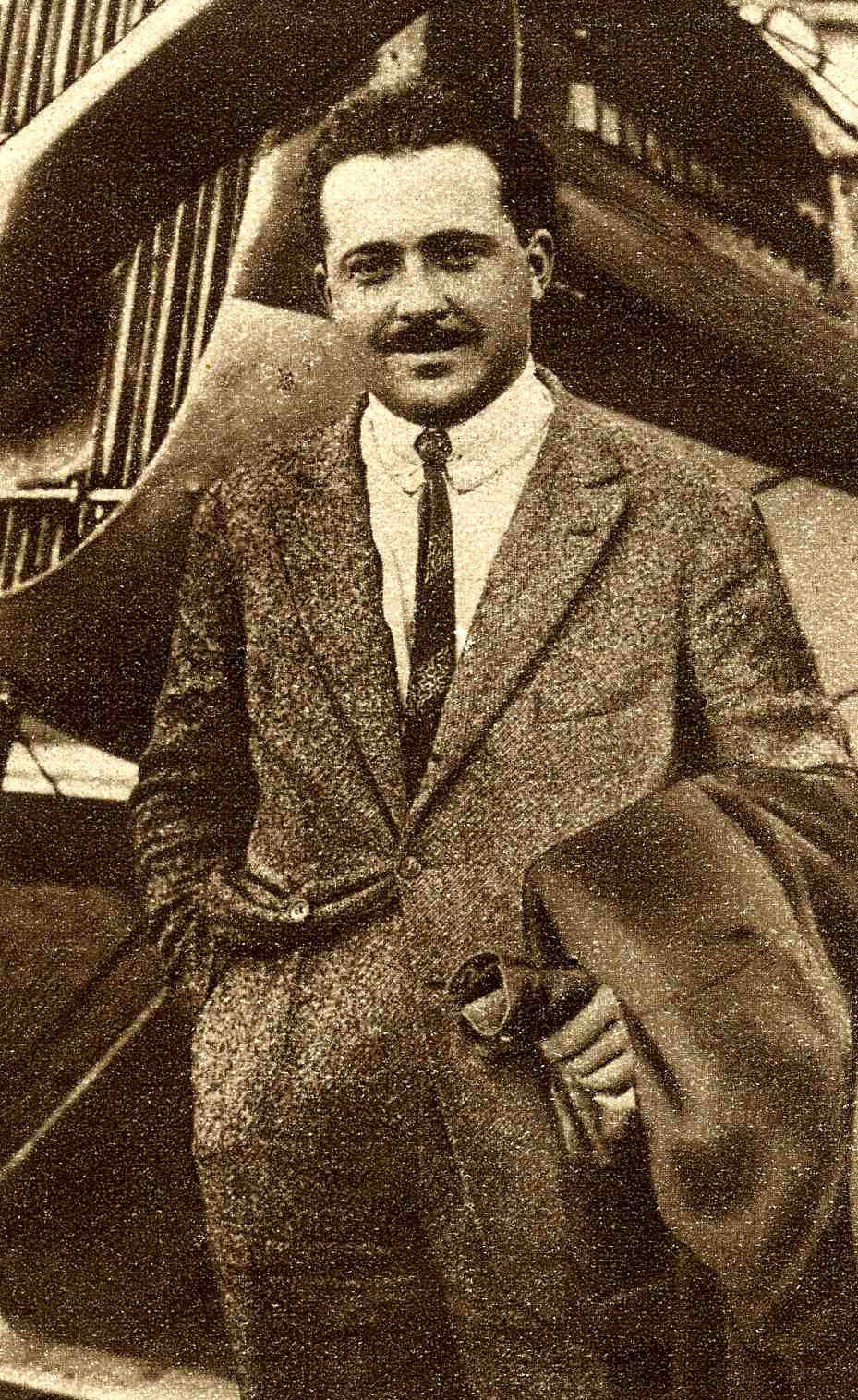
Joseph Sadi-Lecointe vers 1919.

Joseph Sadi-Lecointe participe à la Première Guerre mondiale en tant que pilote puis instructeur.
En 1914, à la déclaration de guerre, Joseph Sadi-Lecointe s'engage dans l'aviation militaire. Il est affecté avec le grade de caporal comme pilote de l'escadrille BL 10. Il effectue de nombreux vols de reconnaissance. Son appareil est le premier avion français endommagé par les tirs ennemis le 7 août 1914. Il réussit cependant à lui faire regagner les lignes françaises bien que son coéquipier fut blessé. Il est cité à l'ordre de l'armée.
Le 15 mars 1915, il intègre l’Escadrille de combat MS 48 en cours de rééquipement en monoplace Nieuport et devient adjudant en avril 1915. Il est ensuite affecté au Centre d'entraînement d'Avord, le 19 décembre 1915 où il forme près de 1 500 pilotes dont Maurice Boyau et Michel Coiffard ainsi que des volontaires américains.
Sous-Lieutenant en octobre 1916, il est détaché le 17 septembre 1917 en tant que pilote d’essais chez Blériot-SPAD à Villacoublay, où il assure la mise au point des chasseurs SPAD VII et XIII.

### Les records et victoires
À partir du 11 mai 1919, il travaille chez Nieuport jusqu'en 1924 en tant que chef-pilote, il effectue les essais de plusieurs dizaines d’appareils de tous types.
Il entame alors une carrière internationale en battant le record du monde d'altitude en s'élevant à 8 155 mètres à bord d'un Spad-Herbemont. Le 30 octobre 1923, il atteint 11 145 mètres. Il enregistre pas moins de sept records du monde d'altitude. Il est aussi détenteur de huit records du monde de vitesse (de 275 à 375 km/h) et de dix-huit titres de champion du monde. Le 7 février 1920, il devient le recordman du monde de vitesse pure, avec un vol à 275,862 kilomètres à l'heure, titre qu'il ne conservera que 21 jours, étant vite détrôné par Casale  Le 10 octobre 1920, il va ainsi battre le record du monde de vitesse, en volant à 296,69 kilomètres à l'heure avec un Nieuport – Delage équipé d'un moteur Hispano-Suiza de 300 CV. Le 12 décembre 1920, il signe un nouveau record de vitesse, soit 313,043 kilomètres  à l'heure de vitesse moyenne, record qu'il porte à  330,275 kilomètres à l'heure, le 26 septembre 1921 et à 375,132 kilomètres à l'heure le 15 février 1923.
Il remportera également les coupes Deutsch de la Meurthe, Gordon Bennett et Beaumont. Concernant la Coupe Gordon Bennett, il va permettre à la France de l'afficher à son palmarès, le 28 septembre 1920, en étant le troisième Français (après Jules Védrines en 1912 à Chicago et Maurice Prévost en 1913 à Bétheny) à la remporter, couvrant le parcours de 300 kilomètres en 1 h 06, 17’’ 1/5 avec son biplan Nieuport, à moteur Hispano-Suiza de 300 chevaux.

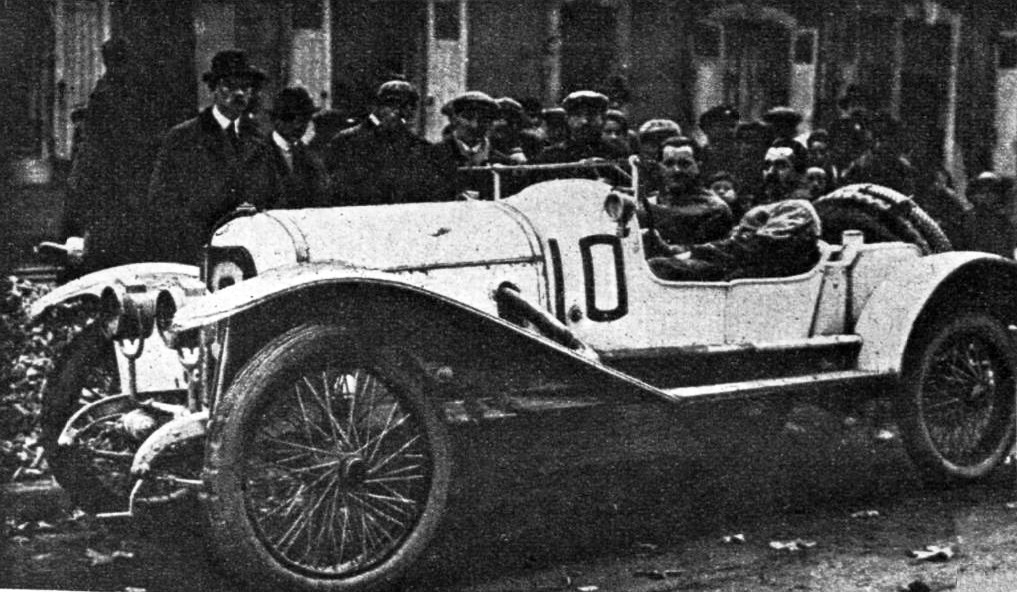
Joseph Sadi-Lecointe, vainqueur de l'épreuve de vitesse de la première des « journées Léon Bollée », en octobre 1920, au meeting du Mans sur une Rolland-Pilain.

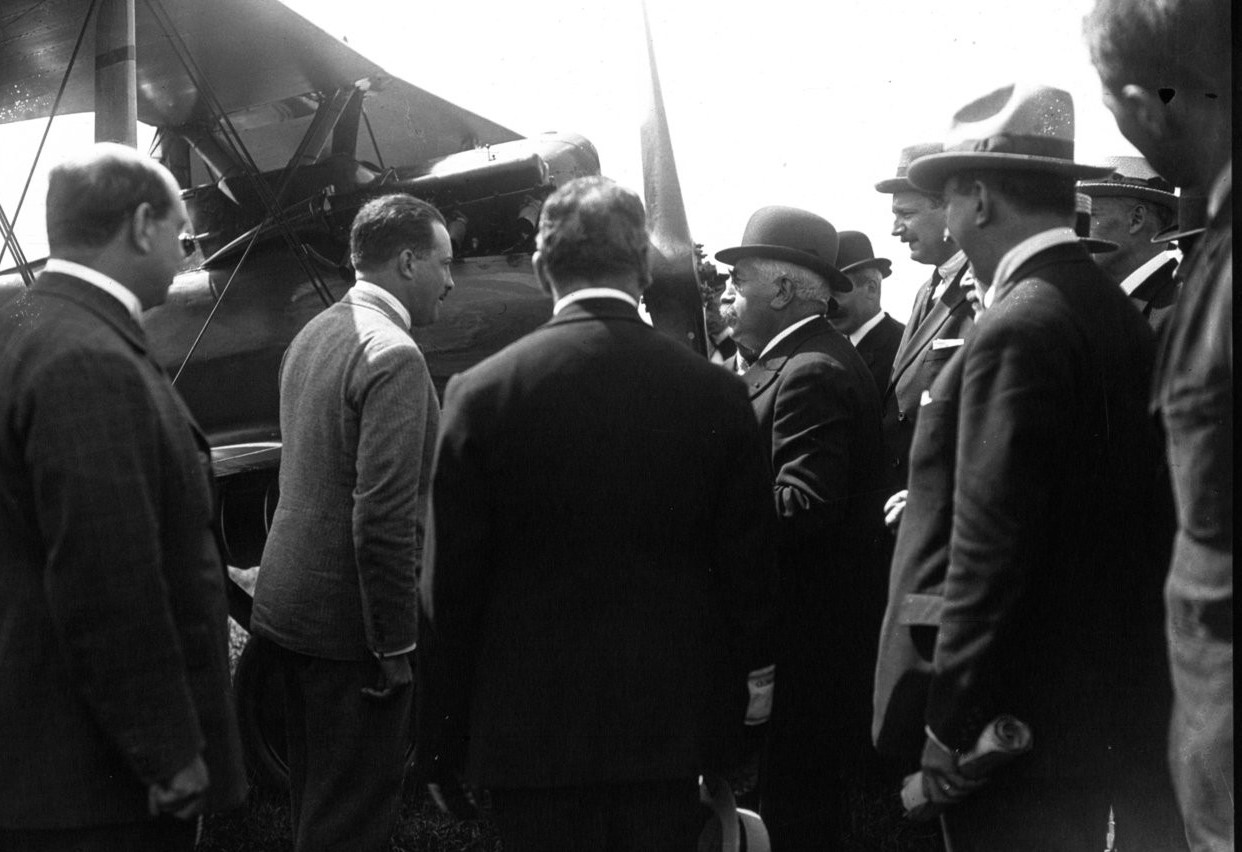
Sadi-Lecointe félicité par le président Alexandre Millerand (Le Bourget, 1922).

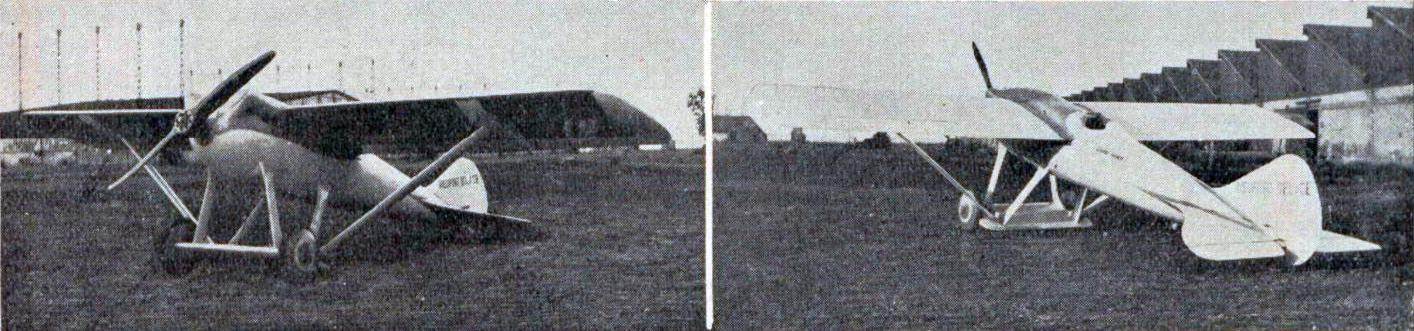
Le sesquiplan Nieuport-Delage à moteur Hispano-Suiza 300 HP de Sadi-Lecointe, utilisé en février 1923 à Istres pour le record de vitesse aérien.

En sport automobile, il gagne l'épreuve de vitesse de la première des "Journées Léon Bollée" fin octobre 1920, au Meeting du Mans sur Rolland-Pilain, puis en 1921 le Prix des Touristes lors du Grand Prix automobile de la Corse avec la marque.
En septembre 1922, il participe au meeting d'aviation de Rouen sur un Nieuport 300HP.
Joseph Sadi-Lecointe s'illustre encore aux commandes d'hydravions, décrochant notamment le record du monde de hauteur avec ce type d'appareils, le 11 mars 1924 : 8 980 mètres avec un Nieuport-Delage à moteur Hispano-Suiza 8F.
Il reprend du service pendant la Guerre du Rif au Maroc entre 1925 et 1927. Affecté au 37e Régiment aérien, il effectue une quarantaine de missions.

### Un administrateur
En 1922, il est l'un des cofondateurs de l’Association des Vieilles Tiges. En 1927, il crée l’Association des professionnels navigants de l’aviation (APNA), dont il devient ensuite Président. Il s’y occupe notamment des assurances et fonds de prévoyance et du statut du personnel navigant. En 1937-1938, il organise les écoles de l’aviation populaire et est nommé inspecteur général de l’aéronautique civile et de l’aviation populaire.

### La Résistance
Joseph Sadi-Lecointe participe à la Seconde Guerre mondiale. Mobilisé en septembre 1939 en tant que lieutenant-colonel, il est affecté à l’Inspection générale des écoles. Après l’armistice, il est révoqué par Vichy en raison de ses opinions politiques.
Ami de Jean Moulin, il participe activement en zone non occupée au réseau « Rafale Andromède ». Ses activités liées à la Résistance lui valent d'être emprisonné à Fresnes au printemps 1944. Il meurt le 15 juillet 1944 à Paris, peu après sa sortie de prison, à l'Hôpital Saint-Louis sans doute victime de mauvais traitements infligés pendant sa détention.
Il est d'abord inhumé au cimetière du Père-Lachaise, puis sera transféré à Beaucamps-le-Jeune en 1946.

### Activité extra-aéronautique
- Sadi-Lecointe marquera également de son empreinte le monde des apéritifs. Il en crée un avec des amis sous l'appellation « Un Zing »[13].

## Hommages et distinctions

### Décorations
- Commandeur de la Légion d'Honneur
- Croix de guerre 1914-1918
- Croix de guerre des Théâtres d'opérations extérieurs
- Croix de guerre 1939-1945 (pour faits de résistance)
- Médaille de la Résistance française
- Médaille d'or de l'Aéro-Club de France (1920)[14].

### Hommages posthumes
- Albert : dans le Musée Somme 1916, la Galerie des héros est en partie consacrée à Joseph Sadi-Lecointe.
- Beaucamps-le-Jeune (Somme) : un musée créé par son petit-neveu lui est consacré[15] et une rue porte son nom.
- Blois : une rue porte son nom,
- Lognes (Seine-et-Marne) : une école de pilotage à l'aérodrome de Lognes-Émerainville porte son nom.
- Paris : une rue et une école maternelle du 19e arrondissement portent son nom,
- Vélizy-Villacoublay : une rue porte son nom.

## Pour approfondir